# О Ын Сон
О Ын Сон (кор. 오은선?, 呉銀善?; род. 1 марта 1966, Намвон, Южная Корея) — южнокорейская альпинистка, первая женщина, покорившая все 14 восьмитысячников. Родилась 1 марта 1966 года в Намвоне, Южная Корея. Первой среди кореянок стала покорительницей семи высочайших вершин на семи континентах.
Пальму первенства покорения всех восьмитысячников у кореянки О Ын Сон оспаривает испанка Эдурне Пасабан. Дело в том, что есть сомнения в достоверности восхождения кореянки на Канченджангу. Однако пока обвинения кореянки в том, что она не была на этом восьмитысячнике, не доказаны, она числится первой среди женщин, покоривших все восьмитысячники.

## Хронология восхождений на восьмитысячники
- Гашербрум II — 17 июля, 1997[4]
- Эверест (с помощью кислорода) — 20 мая, 2004[4]
- Шишабангма — 3 октября, 2006[4]
- Чо-Ойю — 8 мая, 2007[4]
- K2 (с помощью кислорода) — 20 июля, 2007[4]
- Макалу — 13 мая, 2008[4]
- Лхоцзе — 26 мая, 2008[4]
- Броуд-Пик — 31 июля, 2008[4]
- Манаслу — 12 октября, 2008[4]
- Канченджанга (есть сомнения в достижении вершины)[2] — 6 мая, 2009[4]
- Дхаулагири — 21 мая, 2009[4]
- Нанга Парбат — 10 июля, 2009[4]
- Гашербрум I — 3 октября, 2009[4]
- Аннапурна — 27 апреля, 2010[5].

## Хронология покорения семи вершин
- 2002 — Эльбрус
- 2003 — Мак-Кинли
- 2004 — Аконкагуа
- 2004 — Килиманджаро
- 2004 — массив Винсон
- 2004 — пик Костюшко
- 2004 — Эверест[4]